# 黒井あがさ
黒井 あがさ（くろい あがさ）は、日本の漫画家。
2010年、『プリンセスGOLD』（秋田書店）5月号に掲載された『ジェラルディンのスプーン』にてデビュー 。
2015年、『ミステリーボニータ』（秋田書店）にて『ロイヤルガーデンシリーズ』完結後、2014年12月号より『着るプラチナ～魔女のドレス～』が偶数月で不定期連載されて2017年3月号で完結し、2年近くが経過した2015年11月16日にコミックス第1巻が発売されたが、twitterで1巻の売り上げが芳しくなかったので続刊は無いと告知したが、その後、【amazon専売】による同人誌として出版に踏み切った。しかし、ミステリーボニータ 2014年07月号掲載のショート読切作品「いかにして仕事場でチョコレートが禁止になったか」は未収録である。

## 作品リスト
- ジェラルディンのスプーン - プリンセスGOLD（秋田書店）
- やわらかい手 - プリンセスGOLD（秋田書店）
- サムシング・ブラック - プリンセスGOLD（秋田書店）
- 添い寝シュガー - プリンセスGOLD（秋田書店）
- 眠りの森のノナ - プリンセスGOLD（秋田書店）
- ロイヤルガーデンシリーズ - ミステリーボニータ（秋田書店）
- 着るプラチナ～魔女のドレス～ - ミステリーボニータ（秋田書店） - 既刊1巻